# La cena delle beffe (Carmelo Bene)
La cena delle beffe è uno spettacolo teatrale del 1974, riedito nel 1989, diretto e interpretato da Carmelo Bene, rivisitazione dell'omonima opera di Sem Benelli.
Seconda edizione
- La cena delle Beffe, da Sem Benelli. Con D. Zed, R. Baracchi, A. Brugnini, S. De Santis, D. Riboli. Voce di Ginevra S. Javicoli. Musiche di L. Ferrero. Scene e costumi di Carmelo Bene. Milano, Teatro Carcano (12 gennaio 1989)